# Česlovas Kundrotas
Česlovas Kundrotas (Mokolai (Litouwen), 3 januari 1961) is een voormalig atleet en atletiekcoach uit Litouwen. Hij was gespecialiseerd in de lange afstand en liep in 1997 het nationale record op de marathon. Tevens liep hij het parcoursrecord van de marathon van Reykjavik. Hij is coach middellange en lange afstand bij Sostinės sporto centras in Vilnius. Hij was eerder onder andere de trainer van Rasa Drazdauskaitė.

## Kampioenschappen
| Onderdeel      | Titel                       | Jaar                               |
| -------------- | --------------------------- | ---------------------------------- |
| 5000 m         | Litouws kampioen            | 1992                               |
| 5000 m         | Litouws indoorkampioen      | 1996                               |
| 10.000 m       | Litouws kampioen            | 1992, 1994, 1996, 1997, 1998, 1999 |
| 10.000 m       | Baltisch Zeespelen kampioen | 1996                               |
| 5 km veldlopen | Litouws kampioen            | 1998                               |
| 30 km          | Litouws kampioen            | 1998                               |
| marathon       | Litouws kampioen            | 1991, 2004                         |

## Persoonlijke Records

### Piste
| Discipline     | Prestatie | Datum        | Plaats |
| -------------- | --------- | ------------ | ------ |
| 10.000 m       | 29.43,10  |              |        |
| 3000 m steeple | 8.42,87   | 17 juli 1986 | Kiev   |

### Weg
| Discipline     | Prestatie    | Datum             | Plaats    |
| -------------- | ------------ | ----------------- | --------- |
| halve marathon | 1:05.59      | 27 september 1998 | Zürich    |
| marathon       | 2:12.35 (NR) | 26 oktober 1997   | Frankfurt |

## Palmares

### 3000 m
- 1998:  Litouws indoorkampioenschap - 8.25,20

### 5000 m
- 1992:  Litouws kampioenschap - 14.26,00
- 1996:  Litouws indoorkampioenschap - 14.39,00

### 10 000 m
- 1992:  Litouws kampioenschap - 30.04,52
- 1994:  Litouws kampioenschap - 29.52,0
- 1996:  Litouws kampioenschap - 29.46,10
- 1996:  Baltische Zeespelen - 30.01,91
- 1997:  Litouws kampioenschap - 30.23,43
- 1998:  Litouws kampioenschap - 31.00,97
- 1999:  Litouws kampioenschap - 30.17,5

### halve marathon
- 1998: 86e WK halve marathon in Zürich - 1:05.59

### marathon
- 1991: 12e marathon van Stockholm - 2:22.55
- 1991:  Litouws kampioenschap marathon - 2:18.42 (te kort parcours)
- 1993:  marathon van Stockholm - 2:17.38
- 1993:  marathon van Reykjavik - 2:17.06
- 1993:  marathon Echternach - 2:13.28
- 1994: DNF EK marathon in Helsinki
- 1995: 6e marathon van Hamburg - 2:13.58
- 1996:  marathon van Praag - 2:13.49
- 1996: DNF Olympische Spelen in Atlanta
- 1997:  marathon van Hannover - 2:13.40
- 1997: 4e marathon van Frankfurt - 2:12.35 (NR)
- 1998:  marathon van Hannover - 2:15.37
- 1998: 8e marathon van Frankfurt - 2:16.36
- 2001: 5e marathon van Hannover - 2:17.22
- 2002: 4e marathon van Hannover - 2:17.19
- 2004:  marathon Vilnius - 2:34.20 ( Litouws Kampioenschap)

### veldlopen
- 1998:  Litouws kampioenschap veldlopen (lange afstand)